# Ismael Carlo
Ismael (East) Carlo (Cabo Rojo, Puerto Rico, 29 januari 1942) is een Amerikaans acteur van Puerto Ricaanse afkomst.
Carlo (bijgenaamd Fingers) debuteerde in 1975 in een aflevering van de misdaadserie Caribe en heeft daarna in tientallen producties gespeeld. Hij speelde vele gastrollen in televisieseries en kleine rollen in enkele films.
In 2003 was hij te zien in Coca-Cola-reclame.

## Filmografie
- Caribe (televisieserie) - Dokter (afl. Lady Killer, 1975)
- Beyond the Bermuda Triangle (televisiefilm, 1975) - Rol onbekend
- Baretta (televisieserie) - Eerste junk (afl. Open Season, 1977)
- Hart to Hart (televisieserie) - Aguira (afl. Passport to Murder, 1979)
- Defiance (1980) - El Bravo
- The Tarzan/Lone Ranger Adventure Hour (televisieserie) - Gaspar (Stem, 1980)
- The New Adventures of Zorro (televisieserie) - Gaspar (stem, 1981)
- Lou Grant (televisieserie) - Rechter (afl. Reckless, 1981)
- Hill Street Blues (televisieserie) - Muntendief (afl. Fruits of the Poisonous Tree, 1981)
- Farrell for the People (televisiefilm, 1982) - Rechter Sanchez
- Voyagers! (televisieserie) - Jorge (afl. Bully and Billy, 1982)
- Cagney & Lacey (televisieserie) - Enriquez (afl. Conduct Unbecoming, 1982)
- Tales of the Gold Monkey (televisieserie) - Havenwerker (afl. The Late Sarah White, 1982)
- The A-Team (televisieserie) - Delgado (afl. A Small and Deadly War, 1983)
- One More Chance (1983) - Gonzales
- T.J. Hooker (televisieserie) - Richard Garcia (afl. The Trial, 1983)
- Sparkling Cyanide (televisiefilm, 1983) - Lijkschouwer
- The A-Team (televisieserie) - Salvador (afl. The Only Church in Town, 1983)
- Right of Way (televisiefilm, 1983) - Tuinman
- Riptide (televisieserie) - Barman (afl. The Mean Green Love Machine, 1984)
- Airwolf Televisieserie - Sanchez (afl. Mad Over Miami, 1984)
- Scarecrow and Mrs. King (televisieserie) - Rol onbekend (afl. Savior, 1984)
- The A-Team (televisieserie) - Cordoba (afl. Sheriffs of Rivertown, 1984)
- Santa Barbara (televisieserie) - Ruben Andrade (8 afl., 1984-1985)
- Fame (televisieserie) - Perez (afl. Wishes, 1985)
- T.J. Hooker (televisieserie) - Gunter Castro (afl. Rip-off, 1985)
- Airwolf (televisieserie) - Sergeant (afl. Short Walk to Freedom, 1985)
- The A-Team (televisieserie) - Alvarez (afl. Lease with an Option to Die, 1985)
- Hotel (televisieserie) - Hector/Colonel Vargas (4 afl., 1983-1986)
- Airwolf (televisieserie) - Carlos (afl. Wildfire, 1986)
- Crazy Like a Fox (televisieserie) - Rol onbekend (afl. The Road to Tobago, 1986)
- Hotel (televisieserie) - Col. Vargas (afl. Separations, 1986)
- Hunter (televisieserie) - Colonel Hector Ramirez (afl. High Noon in L.A., 1986)
- Sidekicks (televisieserie) - Rechter (afl. Catherine the Not-So-Great, 1986)
- Juarez (televisiefilm, 1987) - Rol onbekend
- Love Among Thieves (televisiefilm, 1987) - Mazo
- Supercarrier (televisieserie) - Rol onbekend (afl. Rest and Revolution, 1988)
- Crime Story (televisieserie) - Jorge Senterro (5 afl., 1987-1988)
- Miami Vice (televisieserie) - Rol onbekend (afl. Cuba Libre, 1987, Fruit of the Poison Tree, 1989)
- B.L. Stryker Televisieserie - Rol onbekend (afl. Auntie Sue, 1989)
- Booker (televisieserie) - Ricardo Flores (afl. The Life and Death of Chick Sterling, 1990)
- Baywatch (televisieserie) - Escudero (afl. Eclipse, 1990)
- Hunter (televisieserie) - Pablo Torres (afl. Where Echoes End, 1990)
- Broken Badges (televisieserie) - Enrique Cardenas (afl. Pilot, 1990)
- Fire: Trapped on the 37th Floor (televisiefilm, 1991) - Battalion Chief Rinosso
- Disney Presents the 100 Lives of Black Jack Savage (televisieserie) - Gustavo (afl. Deals Are Made to Be Broken, 1991)
- Wedlock (1991) - Chief Officer
- L.A. Law (televisieserie) - Rol onbekend (afl. Money on My Back Lot, 1991)
- Drug Wars: The Cocaine Cartel (televisiefilm, 1992) - Gen. Fernando Osario
- Murder, She Wrote (televisieserie) - Juan Garcia (afl. Day of the Dead, 1992)
- Renegade (televisieserie) - Rol onbekend (afl. Second Chance, 1992)
- Silk Stalkings (televisieserie) - Mariso (afl. Scorpio Lover, 1992)
- The Discoverers (1993) - Don Marcelino
- Murder, She Wrote (televisieserie) - Man (afl. Double Jeopardy, 1993)
- Intent to Kill (video, 1993) - Nick Gonzalez
- Huevos de oro (1993) - The detective
- The Untouchables (televisieserie) - Luis Murado (afl. Cuba: Part 1 & 2, 1993)
- Roc (televisieserie) - Mr. Mendez (afl. Shove It up Your Aspirin, 1993)
- Murder, She Wrote (televisieserie) - Sheriff Serafio Zuniga (afl. Crimson Harvest, 1994)
- General Hospital (televisieserie) - Rol onbekend (afl. onbekend, 1994)
- Criminal Hearts (1995) - Morcho
- High Tide (televisieserie) - Professor Don Arreggio (afl. Anything, Anytime, Anywhere: Part 2, 1996)
- Eraser (1996) - Father Rodriguez
- Nostromo (miniserie, 1997) - Gen. Barrios
- NYPD Blue (televisieserie) - Ibarra (afl. Emission Impossible, 1997)
- 413 Hope St. (televisieserie) - Rol onbekend (afl. Redemption, 1997)
- My Little Havana (1998) - Senor Grande
- Michael Hayes (televisieserie) - Varone (afl. Gotterdammerung, 1998)
- USA High (televisieserie) - Hector (afl. Everybody Loves Raphael, 1998)
- Nash Bridges (televisieserie) - Frank Dominguez, Joe's vader (afl. Special Delivery, 1998)
- The Unknown Cyclist (1998) - Boerderijknecht
- Air America (televisieserie) - Secretary Morales (afl. Hostage Situation, 1998)
- Patch Adams (1998) - Hispanic Father
- The Christmas Wish (televisiefilm, 1998) - Jose Rivera
- Wild Wild West (1999) - Mexican dignitary
- Y2K (1999) - Camarillo
- The Parkers (televisieserie) - Padre (afl. Quarantine, 1999)
- Family Law (televisieserie) - Scott McClarran (afl. Second Chance, 2000)
- A Family in Crisis: The Elian Gonzales Story (televisiefilm, 2000) - Rol onbekend
- Almost a Woman (televisiefilm, 2001) - Don Julio
- The Suitor (televisiefilm, 2001) - Mundo
- The Way She Moves (televisiefilm, 2001) - Rol onbekend
- Fidel (televisiefilm, 2002) - Eddy Chibas
- Purpose (2002) - The fisherman
- CSI: Miami (televisieserie) - Basilio (afl. Wet Foot/Dry Foot, 2002)
- George Lopez (televisieserie) - Uncle Joe (afl. Super Bowl, 2003)
- El matador (2003) - Mr. Ortega
- El padrino (2004) - Manny
- Commander in Chief (televisieserie) - Congressman Ferrer (afl. First Scandal, 2005)
- The Deal (2006) - Arias
- Bandidas (2006) - Don Diego
- Leila (2006) - Robbie
- Wet Foot/Dry Foot (2006) - Man op boot
- For the Best (2006) - Boss
- Prison Break (televisieserie) - Mexicaan in bus (afl. The Message, 2007)
- Ghost Whisperer (televisieserie) - Man (afl. The Cradle Will Rock, 2007)
- Days of Our Lives (televisieserie) - Alessandro Chavez (1 afl., 2007)
- Polar Opposites (2008) - Alberto
- Double Duty (2008) - Generaal Sloan

- Biblioteca Nacional de España: XX5587875
- Library of Congress Control Number: no2012049343
- Virtual International Authority File: 176383963
- WorldCat: E39PBJcwyYwfkVYTkPMrw8D6rq